# 男妓

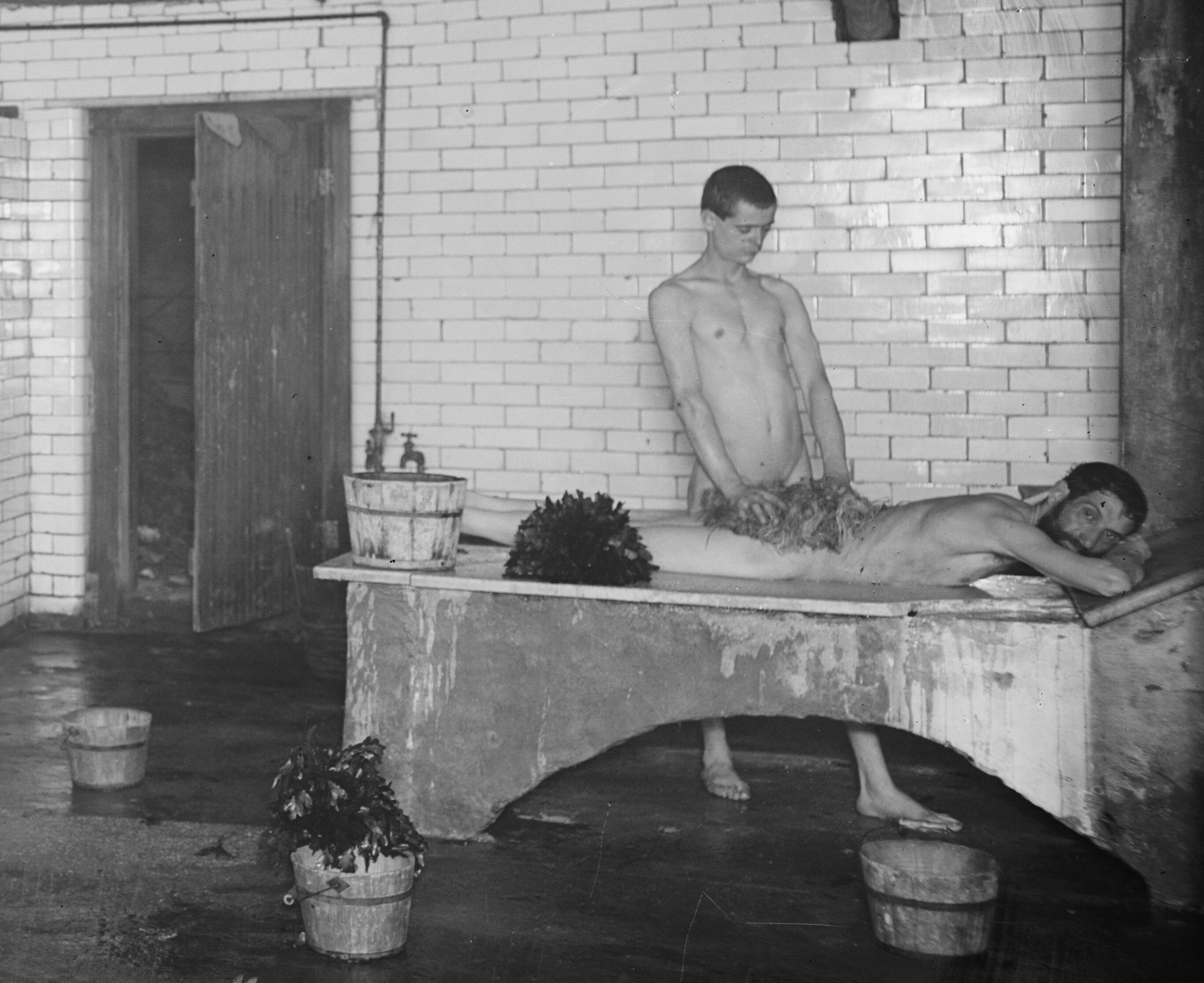
一名在纽约土耳其浴場工作的男妓正在為客人擦背，拍攝於20世纪初。

男妓是指从事色情行業，为他人提供性服務的男性，或稱「妓男」、「巨牌」、「（午夜）牛郎」、「鴨」(為女性提供性服務)、「鵝」(為男性提供性服務)。臺灣因為「男妓」、「牛郎」等屬於差別用語，多改稱男模，但容易與事實上的「男性模特兒」混淆。

## 歷史
在古代中國，為男性提供性服務的男妓稱為娈童、龙阳（源自戰國時代男同性戀者龍陽君）等。明代时称为小倌，清代则稱為相公、契弟，开设有相公堂子。男妓有时亦被俗称为兔子。在現代，爲他人提供服務的男性俗稱為（午夜）牛郎，來源于電影《午夜牛郎》。
在明朝，相公堂子生意兴隆，门庭若市，都把他的对手妓女比了下去。男妓是一项古老的职业，在古代就存在着不少男妓数量庞大的場所。有固定的客源，他们主要为男性服务。

## 現狀
古代中原社會，大男人主義盛行，男妓被視為比妓女更卑賤的社會階層，所以史书中很少有男妓的記載，不過男妓很早出現，而且大量存在的。现在随着社会发展，男性性工作者这一古老职业逐渐被广大人认识。在中國大陸，有些男妓以伴舞或教授社交舞的名義向他人提供性服務，稱為「舞男」，或是在KTV、酒吧、夜店提供陪唱、陪酒服务，更多在酒店里工作，经理就会把他们喊来。如一些大中城市的高级酒店就存在各种男妓。
由於男妓一般外表英俊，又擅於甜言蜜語，在男客或女客人面前表現溫柔、體貼，一些單身、與伴侣性生活不協調或被伴侣冷落、或伴侣不忠的男性或女性會找男妓，除了滿足性慾外，還以此作為心靈上的慰藉，或作為對不忠伴侶的報復。
在日本，部分男性色情演員会兼任男妓以增加收入。
為男同性戀者提供性服務的男妓在中國大陸被稱為「MB」（Money Boy）。

## 影视文化

### 香港
- 1974年
  - 邵氏兄弟（香港）
    - 105分鐘國語艷情片《面具 （Sex for sale） 》（1974年6月13日香港首映），秦漢飾演的林偉賓，從台灣到香港找工作討生活，可是由金霏飾演的職業介紹所老闆娘杜琵，總是推薦他去跟妓女、男同性戀者、富家太太、模特兒等工作，每次都在不知不覺間變成男妓。
- 1978年
  - 香港電台
    - 49分鐘粵語電視劇《獅子山下》之《來客》，少年時代從南越到香港讀書的阮慶年（Johnny），由於1975年國家淪陷在越南共產黨手裡，父親病逝，母親改嫁，他為了生活被迫當上男妓，後來被一位男同性戀客人打死。
- 1980年
  - 香港電視廣播有限公司，翡翠台
    - 電視劇《衝擊》（1980年11月24日開始播映），50集，每集一小時，任達華飾演的富家子顧漱錫在家道中落後被迫當男妓；與劉兆銘及湯鎮業飾演的雷朗生，同屬由狄波拉飾演的戚薔薇所經營的男妓集團服務。
- 1984年
  - 久昌電影製作（香港）有限公司
  - 霍耀良導演粵語片《第8站（Before Dawn）》，由黎偉強飾演男妓蝴蝶仔，陳國光飾演男妓鳳官，服務于由石燕子飾演白老闆所經營的男妓院，劉丹飾演一位同性戀警司江先生乃他們的嫖客，男主角王書麒起初討厭這個行業，最終亦為錢客串下海，接受應召。
- 1990年
  - 德祿影業有限公司
    - 林德祿導演粵語三級片《香港舞男》, 由萬梓良、任達華、 鄭浩南分別飾演三名際遇不同的男妓，而馮寶寶則飾演男妓的經理人。
- 2011年
  - 91分鐘粵語劇情片《出軌的女人（ Hi, fidelity）》（2011年香港首映），陳偉霆飾演的Bill在男妓院工作。
- 2015年
  - 《鴨王》，2015年上映的一部喜劇電影，有續作《鴨王2》。

### 泰国
- 《男妓》，2023年泰国第3电视台电视剧

## 為男妓服務團體

### 香港
- 午夜藍（Midnight Blue）：提供外展工服務主動接觸在香港工作的男妓以了解他們在工作上、健康上、法律援助上的需要；提供各種培訓班、興趣班，及男妓通訊刊物，以改善男妓在其工作上的不良的因素。
- 測試服務：免費為男妓提供不記名的愛滋病毒抗體測試服務。

## 外部連結
- 午夜藍（Midnight Blue）官方網站 （页面存档备份，存于）